# Kasteel van Deulin

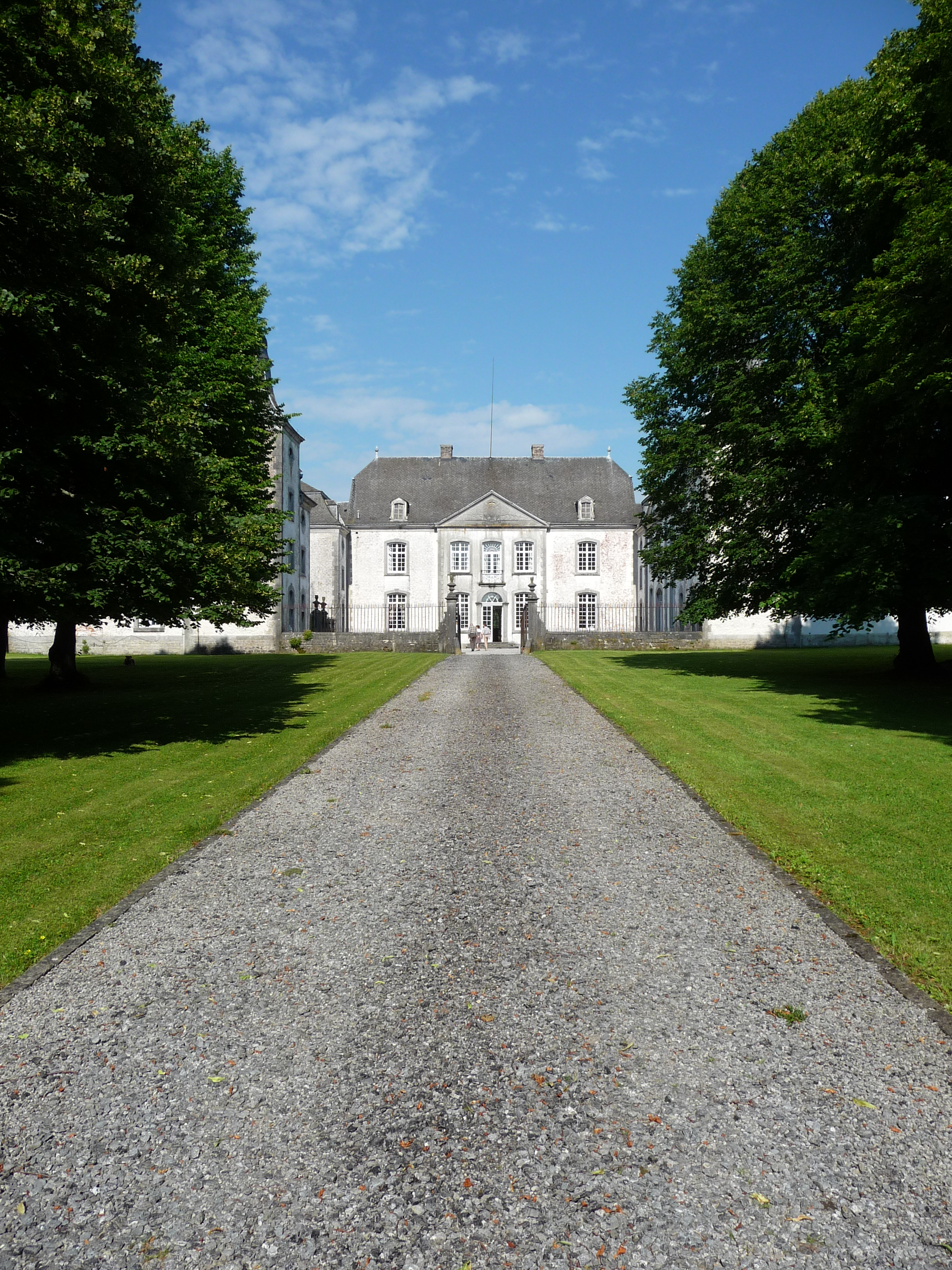
Het kasteel van Deulin in Hotton

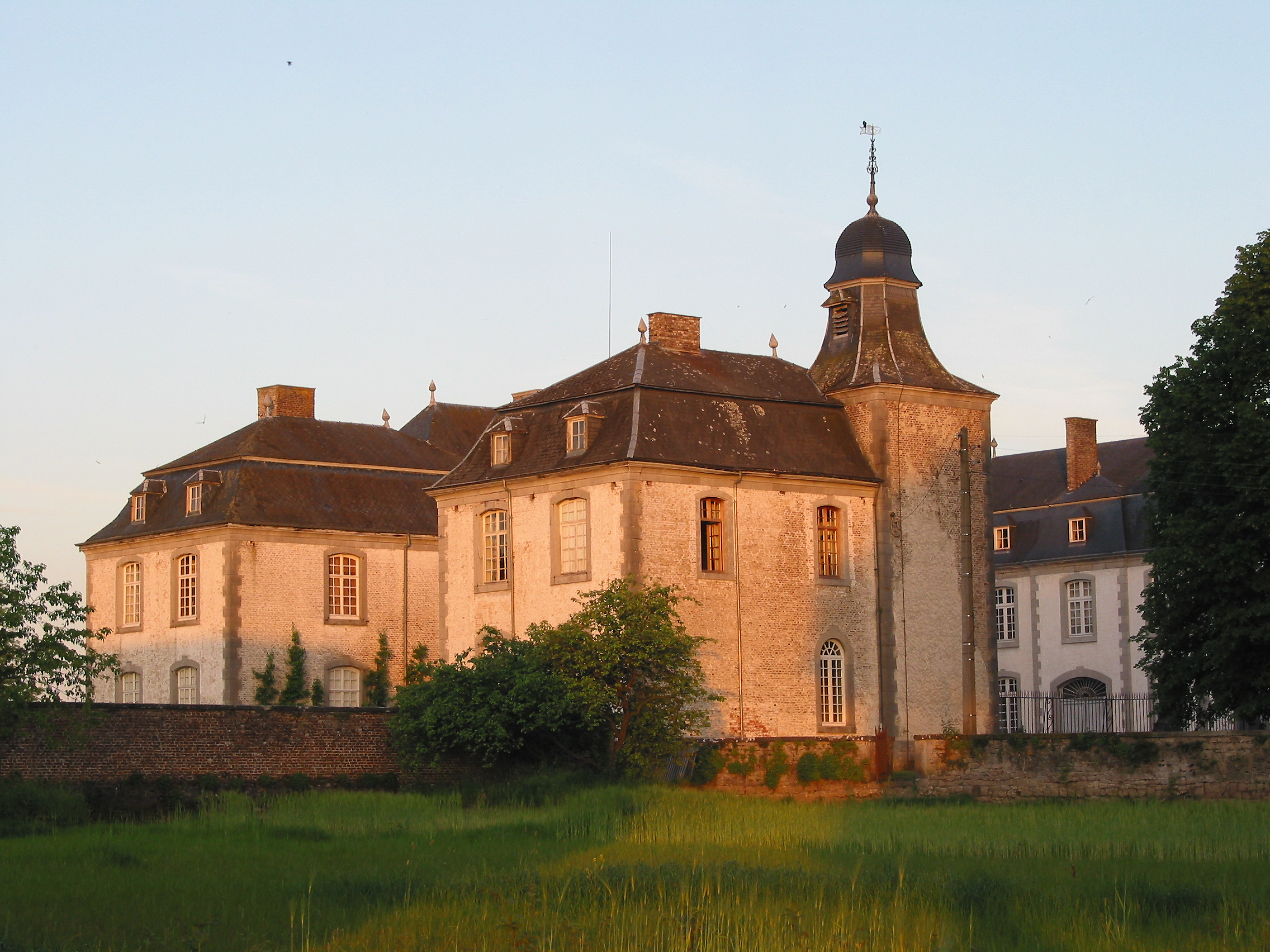
Kasteel van Deulin, achterzijde

Het kasteel van Deulin (Frans: Château de Deulin) is het kasteel op het landgoed van de familie de Harlez in de Waalse gemeente Hotton. Het kasteel en het interieur van het kasteel zijn geclassificeerd als uitzonderlijk Waals erfgoed.
Het kasteel is gelegen op de top van een heuvel, en heeft uitzicht over de vallei en het dorp Deulin, dat aan de voet van de heuvel ligt. Het is gebouwd volgens de klassieke en traditionele architectuur van de 18e eeuw, als U-vormig bouwwerk met losstaand corps de logis en twee paviljoens rond een cour d'honneur. Het rijk gedecoreerde interieur wordt toegeschreven aan François-Joseph Dukers; de zaaldecoraties zijn geschilderd door Jean-Dieudonné Deneux.

## Geschiedenis
Het kasteel werd in 1760 gebouwd in opdracht van de familie de Harlez die het nog steeds bezit. Anno 2016 wordt het kasteel bewoond door de familie de Harlez de Deulin en hun kinderen.
Het ontwerp wordt toegeschreven aan architect Etienne Fayen (1720-1773). De bouwheren waren Guillaume-Joseph de Harlez (1691-1763), bierbrouwer te Luik, en zijn zoon Simon-Joseph de Harlez, abt van de abdij van Val-Saint-Lambert, kanunnik van het Sint-Lambertuskapittel te Luik en persoonlijk raadgever van prins-bisschop van Luik, Karel Nicolaas Alexander graaf d'Oultremont. Voor de bouw van het kasteel moesten twaalf huizen worden afgebroken.
Het kasteel was de zetel van het leengoed van Fronville tijdens het ancien régime.